# 아스테릭스: 신들의 전당
《아스테릭스: 신들의 전당》(프랑스어: Astérix: Le Domaine des dieux)은 2014년 공개된 프랑스의 애니메이션 영화이다.

## 성우진
- 알랭 샤바 - 세나터 프로스펙투스 역 (목소리)
- 로랑 라피트 - 뒤플리카타 역 (목소리)
- 제라르딘 나카체 - 둘시아 역 (목소리)
- 알렉상드르 아스티에 - 우르센플루스 역 (목소리)
- 로란트 도이취 - 앙글레규 역 (목소리)
- 로저 카렐 - 아스테릭스 역 (목소리)
- 엘리 세모운 - 쿠비투스 역 (목소리)
- 플로렌스 포레스티 - 보느민 역 (목소리)
- 아르투 드 팡게른 - 페티미누스 역 (목소리)
- 프랑소와 모렐 - 오르드랄파베틱스 역 (목소리)